# Pseudochrysops bornoi
Pseudochrysops bornoi is een vlinder uit de familie van de Lycaenidae. De wetenschappelijke naam van de soort is voor het eerst geldig gepubliceerd in 1946 door Comstock & Huntington.